# Massillon (Ohio)
Massillon ist eine City im County Stark im amerikanischen Bundesstaat Ohio, etwas westlich von Canton und etwa 80 km südlich von Cleveland. Bei der Volkszählung von 2020 hatte die Stadt 32.146 Einwohner.
In Massillon befinden sich mehrere denkmalgeschützte Gebäude und Gebäudeensemble, die in das National Register of Historic Places (NRHP) aufgenommen wurden. Dazu gehören das Wohnhaus Five Oaks (NRHP-Aufnahme 1973), der historische Stadtkern als Fourth Street Historic District (1982), die First Methodist Episcopal Church (1985), das First National Bank Building (1987) und das Ideal Department Store Building (1992).

## Persönlichkeiten
Söhne und Töchter der Stadt
- Jesse Bunnell (1843–1899), Telegrafist und Unternehmer
- Walter Folger Brown (1869–1961), United States Postmaster General von 1929 bis 1933
- Dorothy Gish (1898–1968), Schauspielerin
- Harry Stuhldreher (1901–1965), American-Football-Spieler
- Robert Arter (* 1929), Generalleutnant der United States Army
- Bobby Grier (* 1933), erster schwarzer Footballspieler, der an einem Spiel der Sugar Bowl teilnahm. (Finale 1956)
- Gary A. Strobel (* 1938), Pflanzenphysiologe und Biochemiker
- Bob Knight (1940–2023), Basketballtrainer
- Tom Weiskopf (1942–2022), Golfer
- Robert Weirich (* 1950), Pianist, Musikpädagoge und Komponist
- Lori Lightfoot (* 1962), erste schwarze Bürgermeisterin von Chicago (Illinois)
- Mark Kozelek (* 1967), Sänger und Songwriter
- Stalley (* 1982), Rapper
- Matt Lanter (* 1983), Filmschauspieler
- Jacob Wukie (* 1986), Bogenschütze

Personen, die in Massillon gewirkt haben
- Paul Brown (1908–1991), American-Football-Trainer